# Русские в Йемене
Русские в Йемене составляют 1000 человек.
В августе 2003 г. в Москве состоялась учредительная конференция российско-йеменской ассоциации дружбы. Число российских экспертов, работающих в Йемене по линии правительственных организаций, составляет 281 человек, а общая численность русской общины колеблется в пределах тысячи человек (цифры показаны в период довоенного конфликта в Йемене).